# Paul Koech
Paul Kipsilgich Koech (Uasin Gishu, 25 giugno 1969 – Nairobi, 4 settembre 2018) è stato un mezzofondista e maratoneta keniota, campione mondiale di mezza maratona nel 1999.

## Biografia
Ha partecipato numerose volte ai campionati del mondo di corsa campestre, piazzandosi spesso fra i primi cinque all'arrivo. Ha inoltre vinto l'edizione 1999 della Parelloop, corsa olandese sui 10 km.
Sui 10000 m piani si é piazzato sesto ai Giochi olimpici di Atlanta 1996 e quarto ai mondiali di Atene 1997.
È deceduto a 49 anni a causa di un tumore cerebrale.
Era zio della mezzofondista Sally Barsosio.

## Palmarès
| Anno | Manifestazione             | Sede    | Evento        | Risultato | Prestazione | Note |
| ---- | -------------------------- | ------- | ------------- | --------- | ----------- | ---- |
| 1996 | Campionati africani        | Yaoundé | 5000 m piani  | Oro       | 13'35"13    |      |
| 1996 | Giochi olimpici            | Atlanta | 10000 m piani | 6º        | 27'35"19    |      |
| 1997 | Mondiali                   | Atene   | 10000 m piani | 4º        | 27'30"39    |      |
| 1998 | Mondiali di mezza maratona | Zurigo  | Individuale   | Oro       | 1h00'01"    |      |
| 1998 | Mondiali di mezza maratona | Zurigo  | A squadre     | Argento   | 3h03'07"    |      |

## Campionati nazionali
1995
- 7º ai campionati kenioti, 10000 m piani - 28'36"7

1996
- 9º ai campionati kenioti di corsa campestre - 36'34"

1997
- Oro ai campionati kenioti di corsa campestre - 35'03"

1998
- Argento ai campionati kenioti, 5000 m piani - 13'35"2
- Oro ai campionati kenioti di corsa campestre - 35'56"

1999
- 7º ai campionati kenioti, 5000 m piani - 13'35"0
- Oro ai campionati kenioti di corsa campestre

2001
- 9º ai campionati kenioti di corsa campestre - 37'04"

2002
- 12º ai campionati kenioti di corsa campestre - 37'29"

2003
- Argento ai campionati kenioti di corsa campestre - 36'02"

## Altre competizioni internazionali
1995
- Bronzo alla Olympic Day Run ( San Paolo) - 28'36"
- 14º al Nairobi International Crosscountry ( Nairobi) - 36'45"

1996
- Bronzo alla Grand Prix Final ( Milano), 5000 m piani - 13'00"67
- Oro alla Ivry-sur-Seine Humarathon ( Ivry-sur-Seine) - 1h00'31"
- Oro al Cross Internacional de la Constitución ( Alcobendas) - 29'00"

1997
- Bronzo alla Grand Prix Final ( Fukuoka), 5000 m piani - 13'10"77
- Oro alla Dam tot Damloop ( Zaandam), 10 miglia - 44'45"
- Argento alla Vancouver Sun Run ( Vancouver) - 27'57"
- Oro alla Carlsbad 5000 ( Carlsbad), 5 km - 13'15"
- Bronzo al Campaccio ( San Giorgio su Legnano) - 36'17"
- Oro al Nairobi International Crosscountry ( Nairobi) - 35'03"
- Oro al Cross Internacional de la Constitución ( Alcobendas) - 28'26"

1998
- Argento alla Parelloop ( Brunssum) - 27'31"
- Oro al Giro Media Blenio ( Dongio) - 28'29"
- Oro alla Carlsbad 5000 ( Carlsbad), 5 km - 13'16"
- Argento al Cross de l'Acier ( Leffrinckoucke) - 29'21"
- Argento al Mombasa International Crosscountry ( Mombasa) - 35'21"
- Oro al Juan Muguerza Cross-Country Race ( Elgoibar) - 32'16"
- Oro al Cross Zornotza ( Amorebieta-Etxano) - 30'16"
- Argento all'Amendoeiras em Flor ( Albufeira) - 29'31"

1999
- Argento alla Stramilano ( Milano) - 1h00'34"
- Oro alla Parelloop ( Brunssum) - 27'44"
- Bronzo alla BOclassic ( Bolzano) - 28'30"
- Oro al Campaccio ( San Giorgio su Legnano) - 34'24"
- Oro al Nairobi International Crosscountry ( Nairobi) - 36'35"
- Argento all'Amendoeiras em Flor ( Albufeira) - 29'48"

2000
- 6º al Nairobi International Crosscountry ( Nairobi) - 36'29"
- 4º al Cross Internacional Zornotza ( Amorebieta-Etxano) - 33'33"

2001
- 7º alla Dam tot Damloop ( Zaandam), 10 miglia - 46'36"

2002
- Bronzo alla New Orleans Crescent City Classic 10 km ( New Orleans) - 28'00"
- 4º al Cross de l'Acier ( Leffrinckoucke) - 31'01"

2003
- Argento alla Maratona di Chicago ( Chicago) - 2h07'07"
- Argento alla Virginia Beach Half Marathon ( Virginia Beach) - 1h01'57"
- 4º alla Utica Boilermaker ( Utica), 15 km - 43'41"
- 4º alla New Orleans Crescent City Classic 10 km ( New Orleans) - 28'19"
- Argento alla Peachtree Road Race ( Atlanta) - 28'28"
- Argento alla Rite Aid Cleveland ( Cleveland) - 28'22"
- Oro alla Vancouver Sun Run ( Vancouver) - 28'48"

2004
- 10º alla Maratona di Chicago ( Chicago) - 2h13'20"

2005
- 26º alla Maratona di Chicago ( Chicago) - 2h24'04"
- 6º alla Cherry Blossom 10 Mile Run ( Washington) - 47'49"